# Working Pit Bulldog
Working Pit Bulldog es una raza de perro estadounidense reconocida por la American Dog Breeders Association desde 2015, son perros basados en las líneas de sangre pesadas procedentes del APBT y  se han catalogado con el nombre de Working Pit Bulldog para apartarlos y que no confundan estas razas, .

## Historia
La raza comenzó a ser desarrollada cerca de tres décadas atrás (1970~1980) direccionados para el deporte de weight pulling (tracción), pero solamente ahora está siendo organizada formalmente. 
Durante muchos años estos perros fueron registrados como Pit Bull Terrier Americanos, sin embargo, la divulgación en la mídia de un perro moloso de pureza cuestionable llamado Hulk (Dark Dynasty K9 kennels) en 2015, y la alegación de sus propietarios de que Hulk tenía pedigree del United Kennel Club y de la American Dog Breeders Association como un pit bull terrier americano, presionó tales clubes para tomar providencias sobre eso. El resultado fue el reconocimiento de que había problemas con el libro de registros de la raza pit bull terrier americano, y para corregir eso era necesario reclassificar los perros atípicos en una nueva raza separada. En 2015 en la American Dog Breeders Association comenzó un proceso de investigación y reclasificación de estos perros creando la nueva raza llamada Working Pit Bulldog.
Uno de los más famosos perros pioneros de la base genética de la raza Working Pit Bulldog fue un moloso llamado Spaulding's Chevy Red Dog (50 kg) registrado como un pit bull terrier americano, él se destacó en los campeonatos oficiales de Weight pulling y fue el progenitor de la linagem Chevy. Otros linajes, como Elli's y Eddington, también tienen importante participación en la base de la raza. El cruzamento entre pit bulls y molossos formaron el pool genético de la raza.
Existen ejemplares de Latinoamérica catalogados como Pit Monster o Brazilian Pit Monster con registro en origen, que al cumplir con las características del WPB se les ha otorgado un lugar en esta.
Las características de conformación de este raza deben reflejar su fuerte ascendencia del American Pit Bull Terrier sin presencia de rasgos de American Bulldog o Mastines. Generalmente estos perros tienen mayor  longitud y grosor de las piernas, huesos grandes, con salud y solidez de cuerpo y temperamento. El tipo de cuerpo es rectangular con lomo y cadera anchos y un backend bien desarrollado para que coincida con el musculatura bien desarrollada del tren frontal. Los perros tienen pelo corto y brillante ase admite cualquier color o cualquier combinación de colores excluyendo el patrón de color merle. Perros con el merle  de patrón de color no será aceptado para registro.
Cualquier perro que pese más de 135 libras (peso magro) a los dos años de edad no será registrado. Cualquier perro que exhiba extremos en conformidad con la salud asociada
los problemas no se registrarán.